# Pogorzel Wielka (Varmia y Masuria)
Pogorzel Wielka [pronunciación en polaco: /pɔˈɡɔʐɛl ˈvʲɛlka/] (en alemán: Brennen) es un pueblo ubicado en el distrito administrativo de Gmina Białun Piska, dentro del Condado de Pisz, Voivodato de Varmia y Masuria, en Polonia del norte. Se encuentra aproximadamente a 13 kilómetros al noreste de Białun Piska, a 26 kilómetros al noreste de Pisz, y a 109 kilómetros al este de la capital regional Olsztyn.
Antes de 1945, el área fue parte de Alemania (Prusia Oriental).
El pueblo tiene una población de 180 habitantes.